# 冬木
冬木（日语：／ Fuyuki */?）是東京都江東區的町名。未設丁番。郵遞區號為135-0041。

## 地理
東京都江東區西部，屬深川地域。北鄰平野，東接木場，南連富岡，西通深川。町域北邊為仙台堀川，西邊為平久川。此外，北部與東部有都道穿越，地區南邊有首都高速道路通過。

### 河川
- 仙台堀川 - 木更木橋、龜久橋。
- 平久川 - 大和橋、鶴歩橋。

## 歷史
- 江戶時代：木材商冬木屋彌平次與上田屋重兵衛向幕府買下貯木廠土地。
- 1705年（寶永2年）：成立深川冬木町。
- 1878年（明治11年）：屬深川區。
- 1911年（明治44年）：去除深川的冠稱，為冬木町。
- 1940年（昭和15年）：與周邊各町重編為冬木町一～二丁目。
- 1941年（昭和16年）：一丁目、龜住町、和倉町一丁目半部合併為深川一丁目，二丁目與和倉町二丁目合併為冬木町。
- 1947年（昭和22年）：江東區成立，再次更名為深川冬木町。
- 1969年（昭和44年）：實施新住居表示。

### 地名由來
來自於跟江戶幕府購入此地木材堆放場的木材商「冬木屋」。

## 交通

### 鐵路
町域內沒有鐵路通過。最近的車站是東京地下鐵東西線門前仲町站、木場站。

### 巴士
- 東京都交通局

### 道路、橋梁
首都高速道路
- 首都高速9號深川線

都道
- 東京都道475號永代葛西橋線（葛西橋通）

## 設施
- 江東區立深川第二中學校
- 冬木町會館
- 大和總研本社
- 日本聖公會救世主教會

## 備註
1. ↑  江東区の世帯と人口（住民基本台帳による） 区民部区民課 平成25年8月1日現在[永久]
2. ↑  江東區の地名由来-江東區地域振興部文化観光課文化財係 （页面存档备份，存于），2012年6月1日閲覧。

## 外部連結
- 江東區官方網站 （页面存档备份，存于）